# Урбан, Клаудиуш
Клаудиуш Урбан (пол. Klaudiusz Urban; 2 ноября 1968, Познань) — польский шахматист, международный мастер (1991).
Чемпион Польши (1996). В составе национальной сборной участник 3-х Олимпиад (1992, 1996—1998).

## Изменения рейтинга
| Графики недоступны из-за технических проблем. См. информацию на Фабрикаторе и на mediawiki.org. |